# Kaito Hayashida
Kaito Hayashida (林田 魁斗 Hayashida Kaito?), född 29 augusti 2001 i Hyōgo prefektur, är en japansk fotbollsspelare.
Hayashida började sin karriär 2019 i Cerezo Osaka.